# Lissonota fuscipes
Lissonota fuscipes là một loài tò vò trong họ Ichneumonidae.